# Esthemopsis jesse
Esthemopsis jesse är en fjärilsart som beskrevs av Butler 1870. Esthemopsis jesse ingår i släktet Esthemopsis och familjen Riodinidae. Inga underarter finns listade i Catalogue of Life.

## Bildgalleri

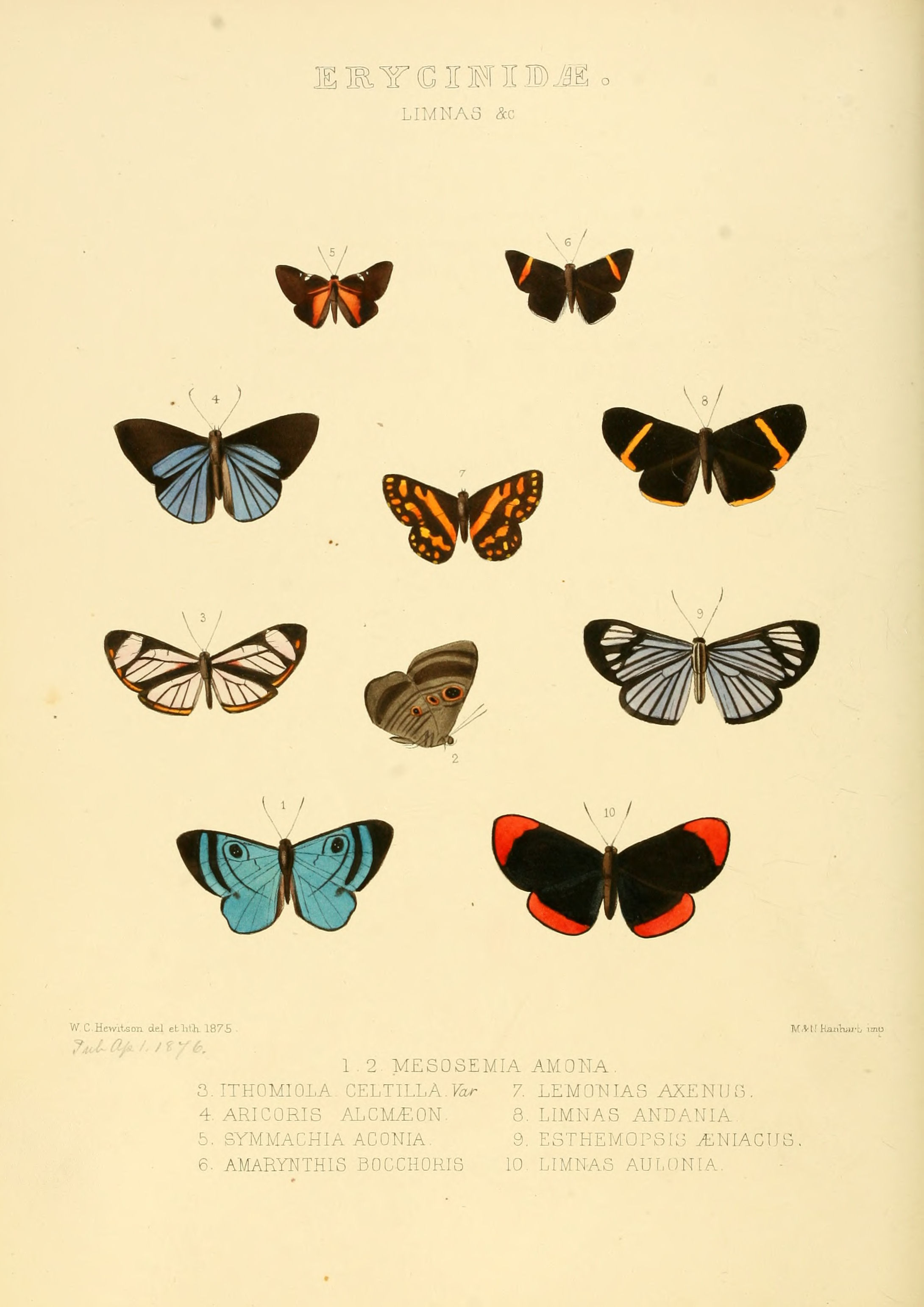